# Timorroodvleugelparkiet
De Timorroodvleugelparkiet (Aprosmictus jonquillaceus) is een kleurrijke, endemische vogel uit de familie van de Psittaculidae (papegaaien van de Oude Wereld), die voorkomt op Timor.

## Verspreiding en leefgebied
Het is een vogel die voorkomt in moessonbos tot op een hoogte van 2600 m boven de zeespiegel, savanne en gebieden met struikgewas, open bos en secundair bos.
De soort is endemisch op de Kleine Soenda-eilanden en telt twee ondersoorten:
- A. j. jonquillaceus: Timor en Roti.
- A. j. wetterensis: Wetar.

## Status
De Timorroodvleugelparkiet heeft een klein verspreidingsgebied en daardoor alleen al is er kans op uitsterven. De grootte van de populatie werd in 1993 geschat op 6700 volwassen exemplaren. De populatie gaat in aantal achteruit door habitatvernietiging en vogelvangst. Om deze redenen staat de Timorroodvleugelparkiet als gevoelig op de Rode Lijst van de IUCN.